# Contrada della Pantera
La contrada della Pantera è una delle diciassette suddivisioni storiche della città toscana di Siena. Prende parte al Palio di Siena.

## Territorio

### Le strade all'epoca del Bando
Il Bando di Violante di Baviera (1730) determina la suddivisione territoriale delle diciassette Contrade di Siena facendo riferimento ai palazzi e ai loro proprietari dell'epoca, basandosi quindi sulle costruzioni più che sulle strade. Esso viene ancora oggi considerato la disposizione di base per determinare gli effettivi confini delle Contrade. Secondo il Bando relativo alla nuova divisione dei confini delle Contrade il territorio della Contrada della Pantera è delimitato dalle seguenti vie e palazzi:
"Pantera. n. 2 - Dal campanile de Padri del Carmine prenda tutta la piazza detta il Pian de Mantellini, tutto Laterino e strada di Sant'Ansano fino al convento di San Sebastiano esclusive, e per la via delle Due Porte arrivi all'imboccatura della piazzetta di Postierla, esclusa però detta piazza e case all'intorno, e abbraccia la strada che dalla Madonna del Corvo va alla chiesa di San Quirico."

### Le strade ai nostri giorni
Le strade che attualmente fanno parte del territorio della Contrada sono le seguenti:
- via di Stalloreggi
- Madonna del Corvo
- via di San Quirico
- Fosso di Sant'Ansano
- via Paolo Mascagni
- via Ettore Bastianini
- via del Nuovo Asilo
- Pian dei Mantellini
- piazza del Conte
- vicolo del Contino
- piazzetta delle Due Porte

## La Pantera nel Palio
Alla Pantera sono riconosciute 26 vittorie (29 secondo l'Archivio interno della Contrada), l'ultima delle quali riportata il 2 luglio 2006 con il fantino Andrea Mari detto Brio sul cavallo Choci.
Il periodo più lungo senza vittorie della Pantera è di 42 anni, durato dal 2 luglio 1702 al 16 agosto 1744. In quel periodo la Pantera fu anche la nonna, a partire dal 1731, quando tornò alla vittoria il Nicchio.
La Pantera è stata la nonna anche in altre due occasioni: dal 3 luglio 1892 al 3 luglio 1904 e dal 16 agosto 1962 al 2 luglio 1963. Quest'ultima carriera, appunto vittoriosa, vide capitano della Contrada di Stalloreggi il celeberrimo ed indimenticato baritono Ettore Bastianini, panterino fin dalla nascita.

## Aneddoti

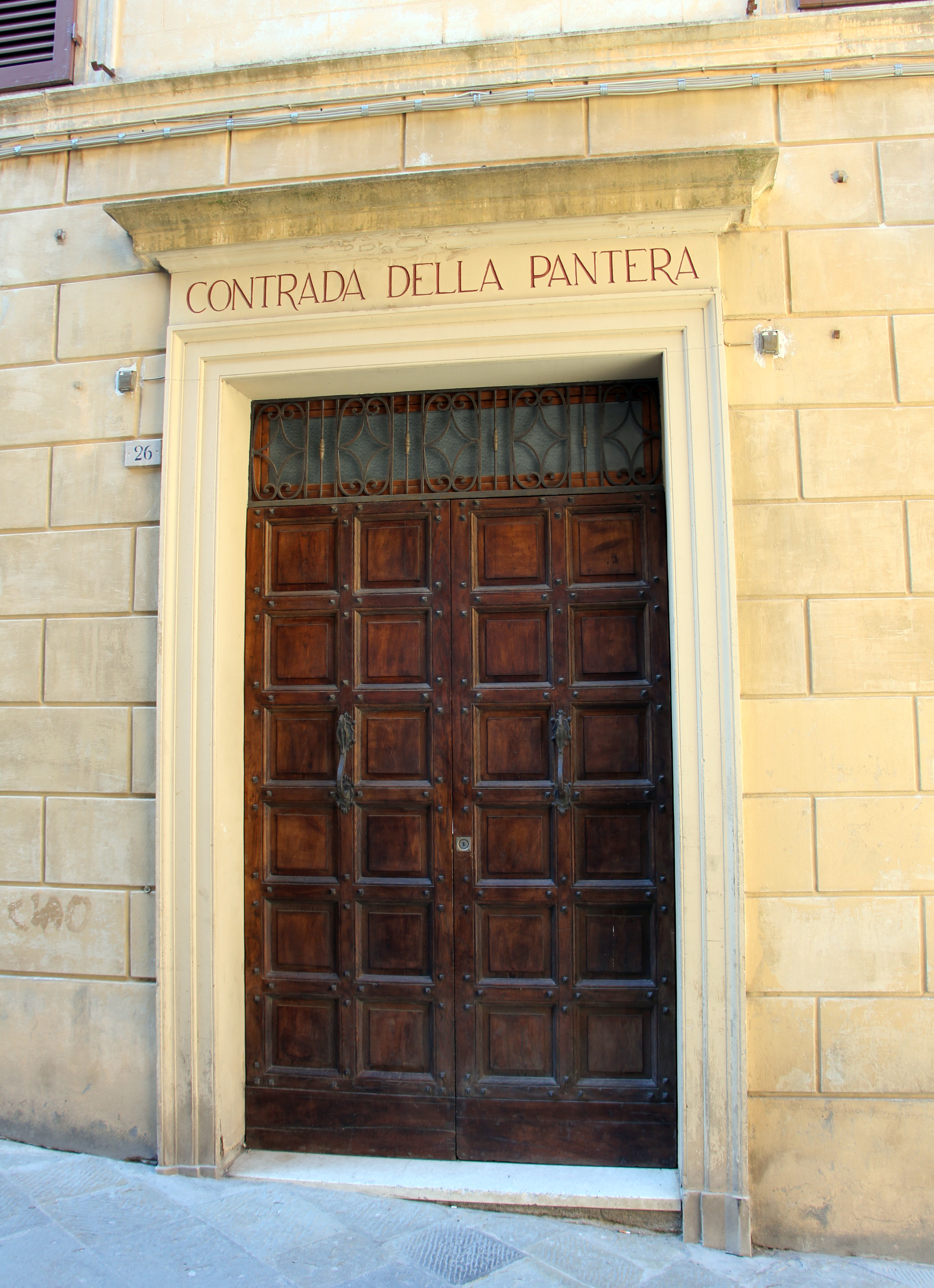
La sede della Pantera

Nel luglio del 1930 alla Pantera toccò un cavallo di non eccelso valore, persino leggermente zoppo (un baio di proprietà di Adamo Lunghi). Considerata anche la recente vittoria del 2 luglio 1926, la dirigenza di Stalloreggi decise di puntare su un fantino di modeste pretese.
La scelta iniziale fu per Primetto Cortigiani detto Ciambella, il quale corse le prime tre prove. Egli era però talmente inviso ai contradaioli panterini, che la contrada cambiò monta, optando per Alfredo Iacopini detto Grattapassere. Egli era un fantino inesperto, che fino ad allora aveva corso un solo - deludente - Palio (16 agosto 1925, per il Drago); pur tuttavia risultava molto simpatico ai contradaioli panterini.
Ciambella protestò molto per l'esclusione e spinse la contrada all'effettuazione di un sorteggio che stabilisse quale fantino dovesse correre il Palio. Ma l'incaricato del sorteggio, al fine di favorire Grattapassere, scrisse il suo nome su entrambi i biglietti; per lui sarebbe stata la seconda presenza in Piazza, sebbene stavolta con l'inganno.
Durante la corsa la Pantera rimase sempre in coda; tuttavia Grattapassere venne celebrato ugualmente ed entrò nel cuore dei panterini. Il ricordo è così forte che dal 1974 il periodico della Contrada porta proprio il suo soprannome.

## Alleanze sciolte
- Aquila, dal 1730 al 1947
- Selva, dal 1780 al 1789

## Rivalità

### Rivalità passate
- Selva, almeno dal 1745 al 1900 circa

### La rivalità con la Selva
La prima vicenda rilevante si lega al Palio straordinario del 4 ottobre 1745: la cavalla della Selva, che era prima, fu fermata dalle bastonate della Grifa, una panterina scesa in pista per favorire la sua Contrada, che infatti si aggiudicò la vittoria con il fantino Masino. La Grifa fu arrestata e i rapporti tra le due contrade rimasero immutati fino al 1786: in quell'anno sorsero dei problemi riguardanti l'utilizzo della Chiesa dei Tessitori, sede della Selva dal 1778, che si trovava però in territorio panterino. Nel luglio 1786 accadde che la Pantera fu costretta ad abbandonare la propria sede presso la Cappella di San Giovanni Decollato (inglobata nel nuovo cimitero).
Le autorità cittadine decisero di attribuire alla contrada la nuova sede della Chiesa dei Tessitori, sottraendola pertanto alla Selva, alla quale fu assegnata la Chiesa di San Desiderio.
L'inimicizia fra le due contrade divenne accesa; nel 1813 la Pantera lasciò volontariamente la Chiesa dei Tessitori trasferendosi presso San Quirico. Nonostante ciò la Chiesa dei Tessitori non venne riassegnata alla Selva, ma fu sconsacrata e allestita a magazzino.
Negli anni successivi la rivalità fu spesso molto accesa anche sul tufo di Piazza del Campo. L'inimicizia non si placò: nel 1867 nacque uno scontro molto violento presso il "Fosso di Sant'Ansano", che portò a una serie di vendette e ripicche. Quattro anni più tardi, un tale Antonio Mancianti, calzolaio selvaiolo, venne assassinato da un certo Bifino, contradaiolo della Pantera. Lo stesso Bifino fu trovato morto tre anni più tardi.
Dopo questi eventi tragici le acque si placarono: la fine del secolo fu caratterizzata dall'attenuarsi graduale della rivalità, della quale rimane traccia ormai nei racconti dei contradaioli più anziani.

### La rivalità con l'Aquila

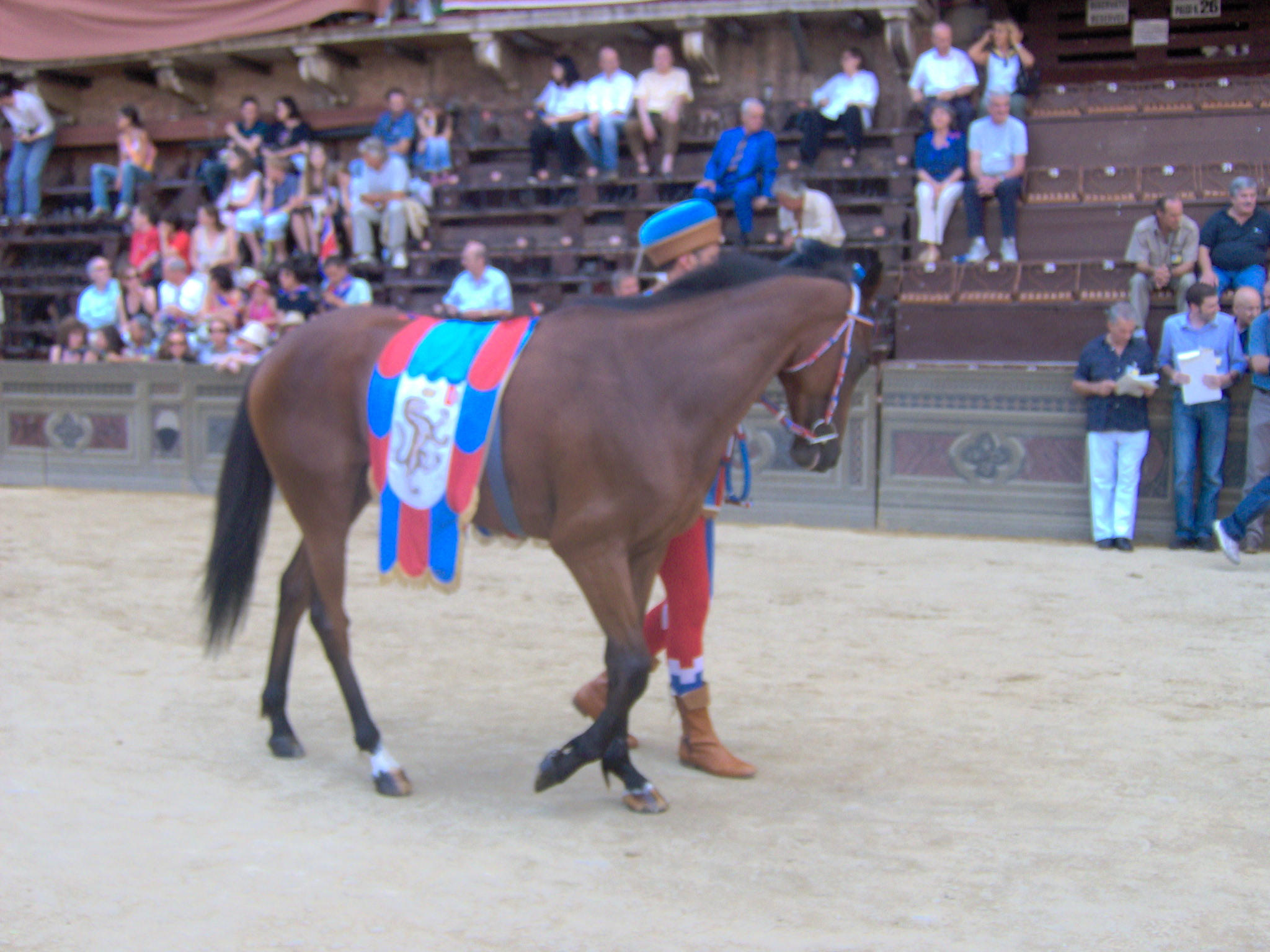
Choci al Palio di agosto 2006

L'Aquila e la Pantera sono divise da un'accesa rivalità, anche se recente e alquanto anomala. Non è infatti nata per le classiche questioni di confine, bensì per motivi palieschi, e nemmeno riconducibili a incidenti fra le Contrade, ma addirittura a un'inimicizia tra fantini.
In occasione del Palio del 16 agosto 1936 la Pantera ebbe in sorte il portentoso Ruello e ne affidò la monta a Corrado Meloni detto Meloncino: la Contrada di Stalloreggi ambiva ovviamente alla vittoria e contava sull'appoggio dell'Aquila, che all'epoca le era addirittura alleata. La Contrada del Casato aveva ricevuto in sorte Rondinella e aveva chiamato a montarla il blasonato Fernando Leoni detto Ganascia. Il problema era che i due fantini nutrivano un forte odio reciproco. Nel palio di luglio del 1933 infatti Ganascia aveva duramente nerbato il padre di Meloncino, il grande fantino Angelo Meloni detto Picino, ormai vecchio e al suo ultimo Palio. Per tale motivo (ma anche per una presunta rivalità in amore) Meloncino non sopportava Ganascia, che a sua volta ricambiava il forte astio. Com'era prevedibile Ganascia ostacolò in maniera dura e decisiva Meloncino e i sogni di gloria della Pantera finirono con una rovinosa caduta.
Da questo episodio i rapporti fra le due Contrade si fecero tesi, anche se continuava a sussistere sulla carta la preesistente alleanza: ma i contrasti continuarono anche nel 1939 e nel 1946. Fino ad arrivare all'episodio decisivo avvenuto durante la festa titolare dell'Aquila, l'8 settembre 1947: da un altoparlante qualcuno rivolse delle pesanti offese nei confronti della Contrada della Pantera, i cui dirigenti, non soddisfatti dalle mancate scuse dalla controparte, decisero di sciogliere l'alleanza dando vita alla rivalità che ancora oggi contrappone le due Contrade.
Un episodio eloquente di quanto aspra sia la rivalità tra le due Contrade si ebbe in occasione del Palio del 2 luglio 1992. L'Aquila aveva ricevuto in sorte il miglior cavallo, Galleggiante, e aveva deciso di affidarsi all'esperienza del grande Andrea Degortes detto Aceto. Per ostacolare la nemica la Pantera si affidò invece a Sebastiano Deledda detto Legno: al fantino la dirigenza di Stalloreggi spiegò che la priorità, più ancora che tirare a vincere, era ostacolare Aceto e farlo perdere. Legno seguì alla lettera le indicazioni impartitegli e fin dalle fasi dell'ingresso in pista, prima ancora della mossa, provocò ripetutamente Aceto. I due in breve si scambiarono furiose nerbate: era la prima volta che due fantini si nerbavano prima della mossa, anche perché proibito dal regolamento (infatti a Palio concluso Aceto verrà punito con un Palio di squalifica e Legno addirittura con cinque). Alla mossa Legno ostacolò duramente Aceto, facendolo partire ultimo. Grazie a tale episodio e a un pizzico di fortuna il fantino panterino riuscì addirittura a rimontare portandosi in testa. Nelle retrovie però la classe di Aceto fece la differenza e l'Aquila riuscì a portarsi in seconda posizione, lanciandosi all'inseguimento della Pantera. Al secondo giro tuttavia Legno commise una grave ingenuità, cadendo clamorosamente in prossimità della Fonte Gaia a causa di uno spettatore che si sporgeva troppo e permettendo il sorpasso di Aceto, che vinse così con l'Aquila il suo quattordicesimo e ultimo Palio.
Il riscatto panterino si è avuto nel Palio del 2 luglio 2006, con il Capitano Andrea Mori Pometti. Le due contrade parevano sulla carta sfavorite, avendo ricevuto in sorte due giovani cavalli alla loro seconda esperienza in piazza (entrambi avevano esordito l'anno prima con l'Onda): la Pantera affidava la monta di Choci ad Andrea Mari detto Brio, mentre l'Aquila chiamava Virginio Zedde detto Lo Zedde per guidare la cavalla Ellery. Sovvertendo i pronostici, alla mossa l'Aquila è partita nettamente prima conducendo la gara con grande tranquillità. Per contro la Pantera era partita ultima, ma una rimonta di Choci l'ha catapultata in terza posizione, dietro Aquila e Oca. Superata anche l'Oca la Pantera si è lanciata all'inseguimento della nemica e, complice la stanchezza di Ellery ma soprattutto la grande determinazione di Andrea Mari detto Brio, la riuscì a sopravanzare a pochi metri dal Bandierino.

## Vittorie
| N° vittoria                  | Data             | Fantino                                      | Cavallo                       |
| ---------------------------- | ---------------- | -------------------------------------------- | ----------------------------- |
| 1                            | 2 luglio 1691    | Sciano o Giuseppe Galardi detto Pelliccino   |                               |
| 2                            | 3 luglio 1696    | Benedetto Bartaletti detto Stregone          | Grigio della Posta di Siena   |
| 3                            | 2 luglio 1697    | Pavolo Roncucci detto Pavolino               | Baio dorato                   |
| Vittorie nel XVII secolo: 3  |                  |                                              |                               |
| 4                            | 2 luglio 1702    | Giuseppe Galardi detto Pelliccino            | Naviglio                      |
| 5                            | 16 agosto 1744   | Domenico Laschi detto Bechino                | Morello del Maddali           |
| 6                            | 4 ottobre 1745   | Tommaso Masini detto Masino                  | Baio scuro della Scala        |
| 7                            | 2 luglio 1759    | Antonio Vigni detto Luchino                  | Baio scuro del Ricci          |
| 8                            | 2 luglio 1764    | Francesco Manganelli detto Checchino         | Stornello del Falorsi         |
| 9                            | 18 agosto 1788   | Agostino Lippi detto Groppasecca             | Baio sfacciato del Morichetti |
| Vittorie nel XVIII secolo: 6 |                  |                                              |                               |
| 10                           | 8 settembre 1803 | Matteo Marzi detto Mattiaccio                | Stornello del Pasquini        |
| 11                           | 16 agosto 1808   | Niccolò Chiarini detto Caino                 | Baio del Batazzi              |
| 12                           | 16 agosto 1821   | Francesco Morelli detto Ferrino              | Stornello del Felli           |
| 13                           | 2 luglio 1835    | Francesco Bianchini detto Campanino          | Morello dello Iacopi          |
| 14                           | 18 agosto 1839   | Palio straordinario corso con cavalli scossi | Cavallo del Bianchi           |
| 15                           | 2 luglio 1863    | Pietro Locchi detto Paolaccino               | Storno del Grandi             |
| 16                           | 2 luglio 1874    | Dante Tavanti detto Il Citto                 | Storno del Pisani             |
| Vittorie nel XIX secolo: 7   |                  |                                              |                               |
| 17                           | 3 luglio 1904    | Alfonso Menichetti detto Nappa               | Ida                           |
| 18                           | 2 luglio 1926    | Aldo Mantovani detto Bubbolo                 | Giacca                        |
| 19                           | 2 luglio 1951    | Giuseppe Gentili detto Ciancone              | Archetta                      |
| 20                           | 2 luglio 1963    | Leonardo Viti detto Canapino                 | Eucalipto                     |
| 21                           | 2 luglio 1971    | Leonardo Viti detto Canapino                 | Mirabella                     |
| 22                           | 16 agosto 1978   | Salvatore Ladu detto Cianchino               | Urbino de Ozieri              |
| 23                           | 16 agosto 1987   | Salvatore Ladu detto Cianchino               | Benito III                    |
| 24                           | 16 agosto 1991   | Giuseppe Pes detto Il Pesse                  | Pitheos                       |
| 25                           | 2 luglio 1994    | Massimo Coghe detto Massimino                | Uberto                        |
| Vittorie nel XX secolo: 9    |                  |                                              |                               |
| 26                           | 2 luglio 2006    | Andrea Mari detto Brio                       | Choci                         |
| Vittorie nel XXI secolo: 1   |                  |                                              |                               |

La Pantera si attribuisce altre tre vittorie, non riconosciute dal Comune:
1. 15 agosto 1643: bufalata
2. 15 agosto 1646: bufalata
3. 1667